# Jean-Pierre Grootaerd
Jean-Pierre Grootaerd is een Belgische wetenschapscommunicator, amateurastronoom en medewerker aan de Universiteit Gent, vakgroep Fysica en Sterrenkunde. Hij is verbonden aan de UGent Volkssterrenwacht Armand Pien, waar hij zich inzet voor wetenschappelijke popularisering en educatie, vooral op het gebied van astronomie en fysica.

## Loopbaan en activiteiten
Jean-Pierre Grootaerd is vooral bekend om zijn werk in wetenschapseducatie voor jongeren. Hij is een mentor en begeleider van verschillende Vlaamse en internationale teams die deelnamen aan het Beamline for Schools-project van CERN, een internationale fysicawedstrijd voor middelbare scholieren waarbij jongeren een experiment mogen uitvoeren op een echte deeltjesversneller. Hij is betrokken in deze wedstrijd via de outreachprijzen waarbij jaarlijks een aantal telescopen worden verdeeld, gesigneerd door Nobelprijswinnaars.
Daarnaast is hij betrokken bij de organisatie van de CERN 'Solvay Student Camps', een zomerkamp voor wetenschappelijk getalenteerde jongeren die interesse hebben in fysica en astronomie als accompanying teacher.
Grootaerd is ook de drijvende kracht achter het project 'Sterren Schitteren Voor Iedereen' (SSVI), een initiatief dat sterrenkijkers beschikbaar stelt aan scholen en instellingen die anders moeilijk toegang zouden hebben tot sterrenkundige instrumenten. Dit project is erkend door de Internationale Astronomische Unie als een van haar officiële IAU100-initiatieven tijdens het honderdjarig bestaan van de organisatie in 2019.

## Eerbetoon
In erkenning van zijn inzet voor wetenschapscommunicatie en onderwijs werd in 2024 een planetoïde naar hem vernoemd: '(52873) Grootaerd'. Deze planetoïde werd ontdekt in 1998 door het LINEAR-project en kreeg zijn naam officieel toegekend door de Internationale Astronomische Unie.
"Jean-Pierre Grootaerd (b. 1956) is a Belgian amateur astronomer who volunteers at Ghent University and the Public Observatory Armand Pien. His efforts have made astronomy significantly more inclusive. Through his project 'Stars Shine for Everyone', telescope donations across the world have opened up the night skies for hundreds of thousands of people." — IAU toelichting bij (52873) Grootaerd.